# Могутово (Наро-Фоминский городской округ)
Мо́гутово — деревня в юго-восточной части Наро-Фоминского городского округа Московской области России. До 2006 года входила в состав Новофёдоровского сельского округа, с 2006 года до 2017 года — в состав городского поселения Наро-Фоминск. Расположена в окружении лесов, в 10 км к юго-востоку от города Наро-Фоминска, непосредственно рядом с юго-западной границей Москвы.
В 1995 году Правительством Москвы было принято решение о распределении земельных участков в деревне Могутово под коллективное садоводство москвичей — участников Великой Отечественной войны.

## Население
| 2002 | 2006 | 2010 |
| ---- | ---- | ---- |
| 6    | ↘2   | ↗210 |

## Храм
Храм прп. Сергия Радонежского в Могутове был построен боярином Петром Абрамовичем Лопухиным в 1693 году, а по некоторым сведениям даже раньше. Архитектура храма — позднее московское барокко, он украшен колоннами, различными наличниками из белого камня, всяческими архитектурными изысками. Рядом с храмом имеется живописный пруд, выкопанный по указанию боярина П. А. Лопухина. Храм закрыли в конце 30-х годов XX столетия, он стоял пустой. Богослужения в храме прп. Сергия возобновились с лета 2001 года. В 2001 году, почти до самого храма построена асфальтовая дорога. Храм является архитектурным памятником федерального значения.